# Tigridia oaxacana
Tigridia oaxacana es una especie perteneciente a la familia Iridaceae endémica de México.

## Descripción
Esta es una planta herbácea que mide hasta 80 cm de alto; presenta un bulbo ovado que mide 2-4 cm de largo y 1-2 cm de ancho; el tallo es liso y mide de 20-80 cm de largo, 2-3 mm de ancho, de color púrpura hacia la base, hoja caulinar inferior amplexicaule (que abrazan el tallo), miden 4-7 mm de ancho en la base, lamina linear-lanceolada, 15-40 cm de largo, 0,5-2 de ancho; hoja de 6-15 cm de largo, 0,2-0,8 cm de ancho; brácteas de la espata linear-lanceoladas; pedicelo de la misma longitud que las brácteas en antesis; ovario 2 mm de largo; tépalos exteriores color amarillo crema con manchas púrpura; tépalos interiores más pequeños que los exteriores, la parte visible de color amarillo con manchas purpúreas, la lámina de forma orbicular cóncava, con glándulas en la cavidad inferior; anteras y ramas del estilo amarillas; anteras estériles en la mitad inferior de su longitud. Los frutos son cápsula madura erecta, 1-2 cm de largo, 0,5-1 cm de ancho; semillas subglobosas.

## Distribución y hábitat
Esta especie habita en bosques de Quercus y palmas que se desarrollan sobre suelos calcáreos, así como ericáceas. Estos tipos de asociaciones vegetales cubren áreas extensas en el estado de Oaxaca. La considerable distancia entre las poblaciones conocidas sugiere una distribución más amplia para la especie. Esta especie habita principalmente bosques de encino secos con clima subhúmedo semicálido con temperatura media anual entre 18º y 22 °C y lluvias en verano; así como en clima subhúmedo templado con temperatura media anual entre 12º y 18 °C y lluvias en verano. 
En la descripción de T. oaxacana en 1968, sugiere que se trata de una especie con amplia distribución. En la gran mayoría de los ejemplares revisados se reporta como una especie abundante. Lo anterior sugiere que no ha habido disminuciones dramáticas del taxón.  La distribución actual está en Oaxaca, México.
El ámbito altitudinal de la especie va de 1600 a 2280 m s. n. m. La amplitud de distribución del tipo de vegetación donde se ha colectado esta especie así como la considerable distancia entre las localidades conocidas sugieren que es probable que existan varias poblaciones más incluso más allá de los límites del estado de Oaxaca.

## Estado de conservación
Es endémico del estado de Oaxaca y es un miembro xerófito de la familia Iridáceae, por lo que su conservación y estudio son necesarios para entender la diversificación de especies xerófitas en México. No se conoce ningún uso por parte de los pobladores de las zonas donde crece sin embargo tiene potencial como planta ornamental. Esta especie tiene una categoría de especie Amenazada (A) según la NOM-059-ECOL-2010.
Esta especie se desarrolla favorablemente aún en zonas con notable perturbación humana (basureros, terrenos de pastoreo). Se desconoce el efecto a largo plazo de estas actividades sobre la especie, pero las poblaciones están formadas por numerosos individuos. Esto sugiere que el hábitat cubre las necesidades para el desarrollo de la especie. Sin embargo son necesarios estudios ecológicos a fin de predecir los efectos a largo plazo de las actividades humanas sobre la especie y de establecer programas de conservación y aprovechamiento.